# Kate Wilhelm
Kate Wilhelm (született Katie Gertrude Meredith) (Toledo, Ohio, 1928. június 8. – Eugene, Oregon, 2018. március 8.) amerikai író.

## Művei

### Barbara Holloway regények
- Death Qualified: A Mystery of Chaos (1991)
- The Best Defense (1994)
- For the Defense also named Malice Prepense in hardbound editions (1996)
- Defense for the Devil (1999)
- No Defense (2000)
- Desperate Measures (2001)
- Clear and Convincing Proof (2003)
- The Unbidden Truth (2004)
- Sleight Of Hand (2006)
- A Wrongful Death (2007)
- Cold Case (2008)
- Heaven is High (2011)
- By Stone, By Blade, By Fire (2012)
- Mirror, Mirror (2017)

### Constance Leidl és Charlie Meiklejohn regények
- The Hamlet Trap (1987)
- The Dark Door (1988)
- Smart House (1989)
- Sweet, Sweet Poison (1990)
- Seven Kinds of Death (1992)
- Whisper Her Name (2012)

#### Válogatások
- A Flush of Shadows: Five Short Novels (1995)
- The Casebook of Constance and Charlie Volume 1 (1999)
- The Casebook of Constance and Charlie Volume 2 (2000)

#### Novellák az Ellery Queen Mystery Magazine-ban
- Christ's Tears 1996. április
- An Imperfect Gift 1999. augusztus
- His Deadliest Enemy 2004. március/április

### Egyéb regények
- More Bitter Than Death (1962)
- The Clewiston Test (1976)
- Fault Lines (1977)
- Oh, Susannah! (1982)
- Justice for Some (1993)
- The Good Children (1998)
- The Deepest Water (2000)
- Skeletons: A Novel of Suspense (2002)
- The Price of Silence (2005)
- Death of an Artist (2012)

### Versek
- Alternatives (1980)
- Four Seasons (1980)
- No One Listens (1980)
- The Eagle (1980)

### Egyéb
- Storyteller: Writing Lessons & More from 27 Years of the Clarion Writers' Workshop (2005)

### Szerkesztőként
- Clarion SF (antológia, 15 novella többek között Damon Knight, Robert Crais és Vonda N. McIntyre szerzőktől)
- Nebula Award Stories 9 (antológia Nebula-díj-győztes vagy jelölt művekből)